# Dušan Turk
Dušan Turk, slovenski kemik in strukturni biolog, * 24. oktober 1959, Ljubljana.

## Življenje in delo
Turk je leta 1984 diplomiral na ljubljanski FNT in 1992 doktoriral na Tehniški univerzi v Münchnu. Leta 1984 se je zaposlil na Kemijskem inštitutu v Ljubljani. V letih 1988−92 je bil doktorand in pozneje gostujoči profesor za biokemijo na Inštitutu Maxa Plancka v Martinsriedu (Nemčija). Leta 1992 se je zaposlil na Institutu Jožef Stefan v Ljubljani, od 1997 kot raziskovalni sodelavec in od 1999 kot vodja skupine za strukturno biologijo.
Dr. Turk je bil leta 1995 izvoljen za docenta za farmacevtsko kemijo na FFA v Ljubljani. Za raziskave strukture enostavnih beljakovin je 1996 prejel nagrado Nemškega društva za biološko kemijo, 2005 pa slovensko nacionalno Zoisovo nagrado za dosežke na področju strukturne biologije. 